# أطلال مسكن كهف أوزاكاي
أطلال مسكن كهف أوزاكاي (باليابانية: 大境洞窟住居跡، بالروماجي: Ōzakai dōkutsu jūkyo ato) هو موقع أثري ياباني يتكون من كهف أستعمل لحقب طويلة من التاريخ، يقع في أوزاكاي على صواحي مدينة هيمي، محافظة توياما، منطقة هوكوريكو في اليابان، في عام 1986 تم إعتباره معلم تاريخي وطني لليابان [الإنجليزية]، يمكن الوصول إلى الكهف بقيادة 20 دقيقة بالسيارة من محطة هيمي [الإنجليزية].

## نظرة عامة
أكتشف الموقع عام 1918 خلال عملية تحديث لضريح شنتوني قرب ميناء الصيد في هيمي، يتكون الموقع من كهف طبيعي كبير تشّكل بفعل حركة الأمواج، أثناء التنقيب داخله من قبل جامعة طوكيو الإمبراطورية عثر في داخله على بقايا حيوانات وأواني فخارية تعود إلى فترة جومون، بالإضافة إلى أدوات حجرية وعظام لحوالي 20 شخص.
عمق الكهف يصل إلى 35 متر (115 قدم)، عرض مدخله 16 متر (52 قدم) ويرتفع بمقدار 8 متر (26 قدم)، أرضية المدخل ترتفع 4 أمتار عن مستوى سطح البحر الحالي، الدراسة الطبقية وجدت أن الكهف تم إستعمالة من فترة جومون المتوسطة وحتى فترة كاماكورا، بناءًا على الموجودات داخل الكهف وهي:
- الطبقة الأولى: من فترة كاماكورا حتى العصر الحديث: سيوف حديدة، وقطع خزفية.
- الطبقة الثانية: من فترة نارا وحتى فترة هييان: فخار سوي، وفخار هاجي [الإنجليزية].
- الطبقة الثالثة: من وسط إلى أواخر فترة كوفون: فخاريات، بقايا حيوانات.
- الطبقة الرابعة: من فترة يايوي الوسطى إلى اوئل فترة كوفون: عظام بشرية وبقايا حيوانات.
- الطبقة الخامسة: من فترة جومون المتأخرة وحتى بدايات فترة يايوي: فخار يايوي [الإنجليزية]، وأدوات حجرية، مع عظام لبشر وحيوانات.
- الطبقة السادسة: تعود إلى فترة جومون الوسطى: فخار جومون [الإنجليزية]، وأدوات حجرية، وعظام حيوانات.

إكتشاف بقايا بشرية تعود إلى فترة يايوي أثار له أثر لفهم أعراف وطقوس شعب فترة يايوي في قلع الأسنان والدفن الثانوي [الإنجليزية] حيث وجدت الجماجم مطلية بلون أحمر.

## طالع أيضًا
- كهف كوسيغاساوا
- كهف مورويا
- كهف ريوسيندو
- كهف ماكيدو
- أطلال كهف شيراهو ساونيتابارو
- كهف ريغاندو